# マメール (フランス)
マメール (仏語：Mamers) は、フランスのペイ・ド・ラ・ロワール地域圏サルト県にあるコミューンである。

## 地理
マメールはSaosnois地域に属する。ル・マンから北東46kmに位置する。

## 姉妹都市
- ゲーロルツホーフェン（en:Gerolzhofen）（ドイツ）
- セ（ベナン）
- マーケット・レーゼン（en:Market Rasen）（イングランド）